# هاكون غيبهارت
هاكون غيبهارت (بالنرويجية البوكمول: Håkon Gebhardt)‏ هو عازف جاز وملحن ومنتج أسطوانات نرويجي، ولد في 21 يونيو 1969 في تروندهايم في النرويج.

## وصلات خارجية
- هاكون غيبهارت على موقع ميوزك برينز (الإنجليزية)
- هاكون غيبهارت على موقع ديسكوغز (الإنجليزية)